# Cordyla orientalis
Cordyla orientalis är en tvåvingeart som beskrevs av Sevcik 2001. Cordyla orientalis ingår i släktet Cordyla och familjen svampmyggor.
Artens utbredningsområde är Laos. Inga underarter finns listade i Catalogue of Life.